# اوی‌رونافو
اوی‌رونافو (به مجاری: Újrónafő) یک منطقهٔ مسکونی در مجارستان است که در ناحیه موشون‌مادیارووار واقع شده‌است. اوی‌رونافو ۴۸٫۶۳ کیلومتر مربع مساحت و ۸۰۲ نفر جمعیت دارد.